# بلدة كاوكاونا (ويسكونسن)
كاوكاونا (بالإنجليزية: Kaukauna (town), Wisconsin)‏ هي بلدة تقع بولاية ويسكونسن في الولايات المتحدة. تبلغ مساحتها 46.8 (كم²)، وترتفع عن سطح البحر 207 م، بلغ عدد سكانها 1238 نسمة في عام 2010 حسب إحصاء مكتب تعداد الولايات المتحدة وتصل الكثافة السكانية فيها 24.8 نسمة/كم2.

## وصلات خارجية
- The US50 - Cities and Towns in Wisconsin State
- Wisconsin Cities and Towns, Facts, Map, Flag, Colleges, Government, and More